# Gaston Gaudaire
Pour les articles homonymes, voir Gaudaire.
Gaston Gaudaire est un homme politique français né le 21 juillet 1873 à Cerisiers (Yonne) et mort le 16 octobre 1951.

## Biographie
Issu d'une famille modeste, il effectue son service militaire en 1894-1895 au 5e escadron du train. Il s'installe comme assureur à Sens. Conseiller municipal de Sens en 1904, adjoint au maire de 1907 à 1922, il s'occupe beaucoup d'activités artistiques et sportives. À partir de 1906, il est le président de la Fédération des sociétés musicales populaires de l'Yonne. Lors de la déclaration de la Première Guerre mondiale, il est réformé pour obésité.
En 1922, il devient maire de Sens et sénateur de l'Yonne. Il siège sur les bancs de la Gauche démocratique radicale et est secrétaire du Sénat de 1926 à 1930. Réélu en 1927, il est battu en 1936 et se retire de la vie politique nationale.

## Sources
- « Gaston Gaudaire », dans le Dictionnaire des parlementaires français (1889-1940), sous la direction de Jean Jolly, PUF, 1960 [détail de l’édition]